# Slovenske Železnice

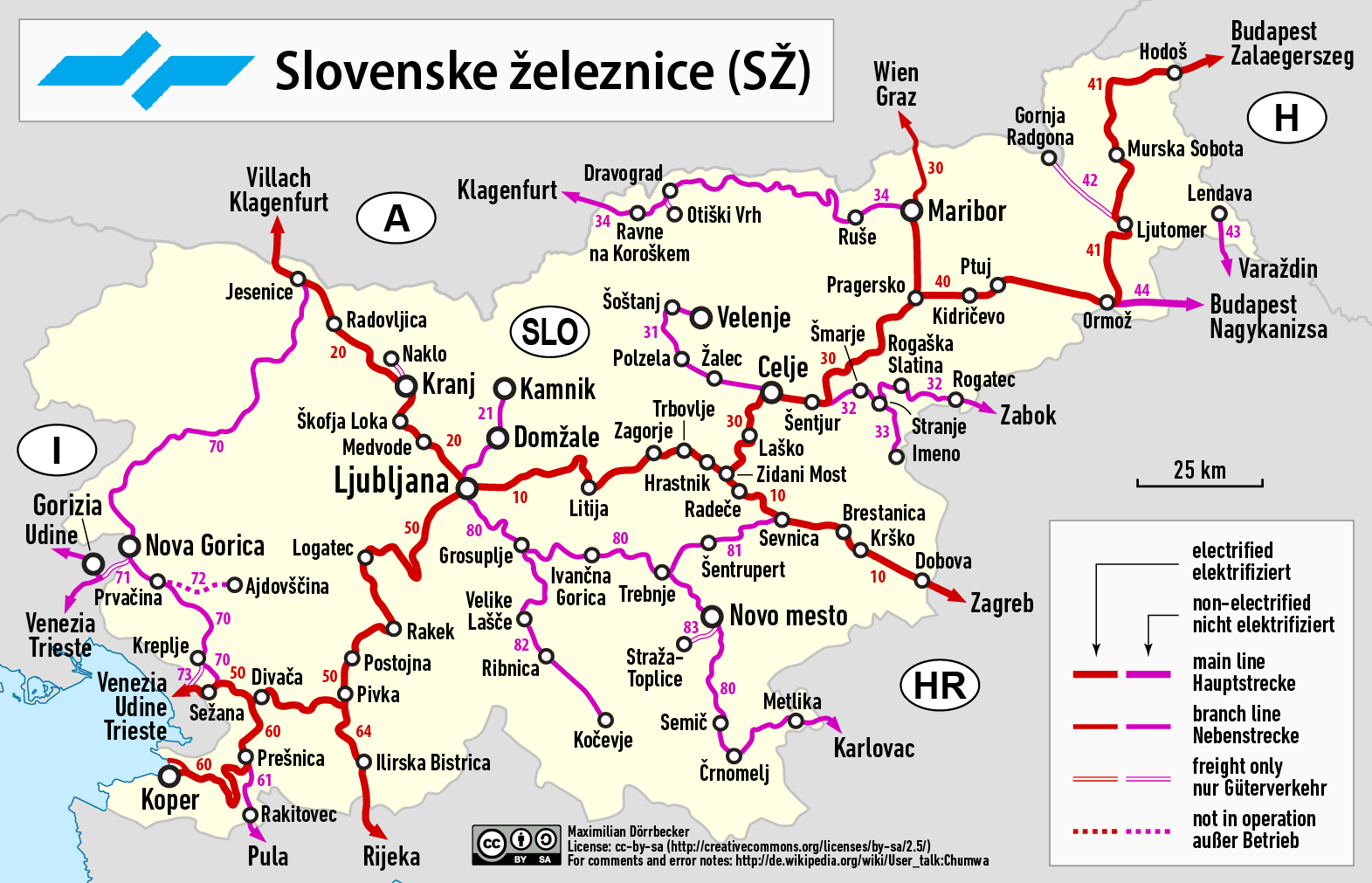

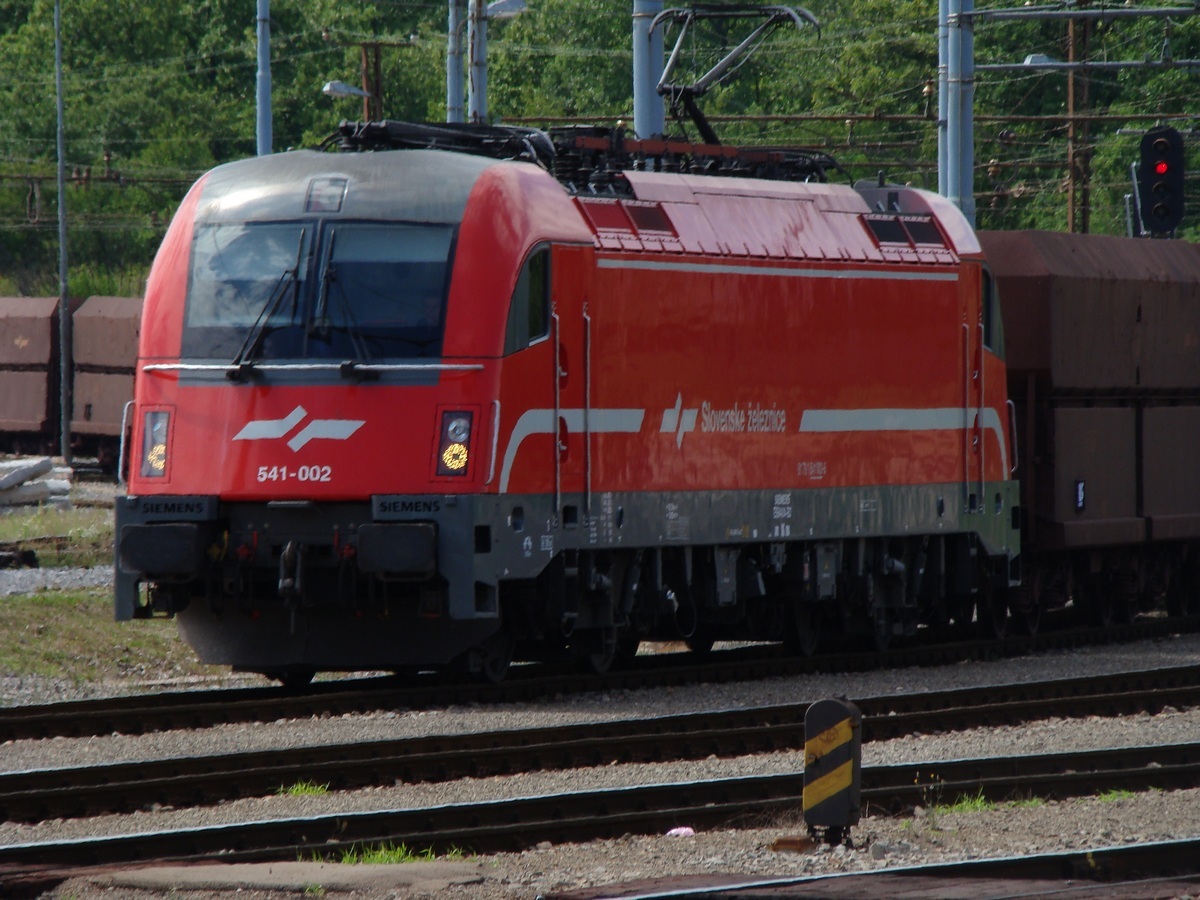
Tren de la compañía Slovenske Železnice.

Slovenske železnice (SŽ) es la compañía ferroviaria de Eslovenia, que fue fundada en 1991, tras su proclamación de independencia de Yugoslavia.
La red ferroviaria de Slovenske železnice consta de 1229 km y 128 estaciones, once de las cuales están destinadas solo a la carga y descarga de mercancías. 504 km de la red estaban electrificados en 2004.
El tramo Šentilj - Celje fue inaugurado en el año 1846, convirtiéndose así en uno de los más antiguos de Europa.

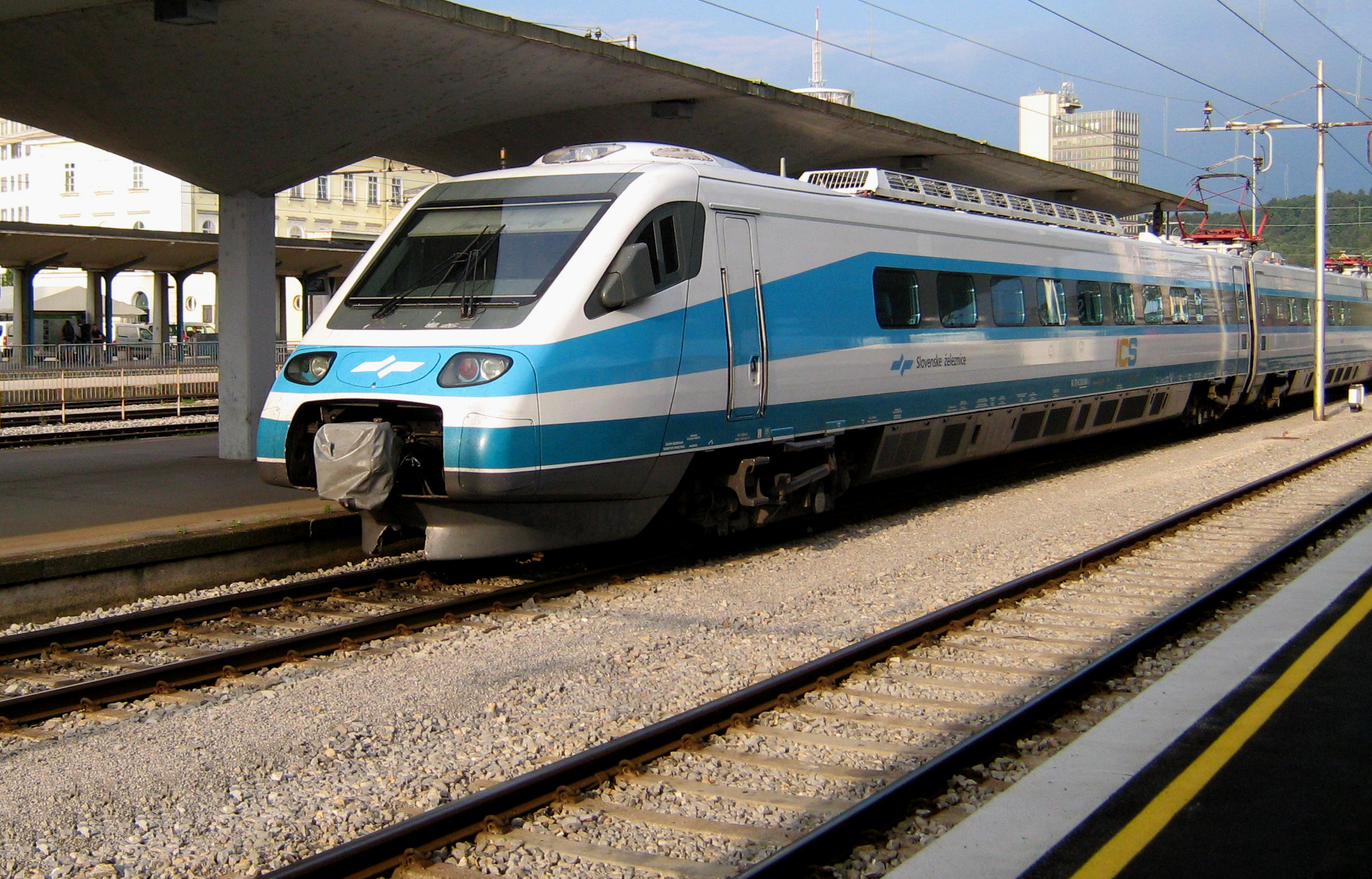

Desde el año 2000 existe un Intercity que une Liubliana y Maribor, ciudades entre las que también circula un tren de tipo Pendolino, denominado InterCity Slovenije (ICS). Existen también conexiones con el único puerto importante de Eslovenia: la ciudad marítima de Koper. En agosto de 2010 fueron suprimidos los Intercity a Venecia, pero no los EuroNight nocturnos a esa ciudad.
El parque ferroviario de SŽ es muy variado y se compone principalmente de trenes italianos, así como locomotoras de la francesa Alstom y la alemana Siemens-Taurus III.
En 2020 ha comenzado la entrega de nuevo material rodante de viajeros adquirido a Stadler para renovar la flota y apartar el material más obsoleto, que conformará un total de 52 nuevos trenes, de los cuales 21 pertenecen al modelo eléctrico FLIRT de cuatro coches, 21 automotores diésel de 3 coches y 10 automotores eléctricos Kiss (doble piso) de 3 coches.

## Enlaces y referencias

### Enlaces de interés
- Página oficial de Ferrocarriles eslovenos, en inglés y esloveno
- Viajar en tren por Eslovenia
- El tren alpino de Bled
- Mapa de la red de ferrocarriles de Eslovenia